# Cacia spilota
Cacia spilota là một loài bọ cánh cứng trong họ Cerambycidae.